# Тайван Спорт Юнивърсити ФК
Тайван Спорт Юнивърсити ФК (ТСУ ФК; на китайски: 國立臺灣大學); (на английски: Taiwan Sports University Football Club) е тайвански футболен клуб от град Тайчун.
Състезават се във висшата лига на Тайван. Мачовете си играят на „Футболно игрище“, Тайчун с капацитет 5 000 зрители.

## История
Основан през 1961 г.  под името „Чиа Ченг Хсин“, клубът приема текущото си име „Тайвански спортен университет“, през 2014 г.
Печели първата си национална титла през 2009 г.  като става Шампион на Тайван. През този сезон 2009 клубът носи името „Гаосюн Яоти“.
Този успех позволява на клуба да участва за пръв път в международно състезание, Купата на президента на АФК . За съжаление континенталната кампания приключва преждевременно, с елиминиране в груповата фаза , като печели само една точка от трите си мача.

## Предишни имена
| Години      | Име                                                             |
| ----------- | --------------------------------------------------------------- |
| 1966 – 2009 | „Чиа Ченг Хсин“ Chia Cheng Hsin                                 |
| 2009 – 2010 | „Гаосюн Яоти“ Kaohsiung Yaoti                                   |
| 2010 – 2014 | „Хасус Тайван Спортс Юнивърсити“ Hasus Taiwan Sports University |
| От 2014 г.  | „Тайван Спортс Юнивърсити“ Taiwan Sports University             |

## Успехи
- Интерсити футболна лига:
  -  Шампион (1): 2009

- Купа на президента на АФК:
  - 4-то място (1): 2010 [7]